# 1019 в Україні
1019 в Україні — це перелік головних подій, що відбулись у 1019 році на території сучасних українських земель.

## Події
- Початок правління Ярослава Мудрого, Великого князя Київської  Русі.